# Long Gone Since Last Summer
Long Gone Since Last Summer är Irenes andra studioalbum, utgivet 19 september 2007 på Labrador.

## Låtlista
1. "By Your Side"
2. "End of the Line"
3. "Looking for Love"
4. "Seaside"
5. "Out of Tune"
6. "Little Lovin'"
7. "Winterlude"
8. "Back to Back"
9. "September Skies"
10. "Always on My Mind"
11. "Last Forever"

## Mottagande
Albumet snittar på 2,6/5 på Kritiker.se, baserat på elva recensioner.

### Fotnoter
1. ↑  ”Long Gone Since Last Summer”. Discogs.com. http://www.discogs.com/Irene-Apple-Bay/release/2198385. Läst 21 februari 2012.
2. ↑  ”Long Gone Since Last Summer”. Kritiker.se. http://kritiker.se/skivor/recension/?skiva=Irene__-__Long_Gone_Since_Last_Summer. Läst 21 februari 2012.